# Varban Kilifarski
Varban Kilifarski Militante, propagandista y pedagogo libertario búlgaro. Nació el 25 de mayo de 1879, en Harsovo, Bulgaria. 
De origen burgués, descubrió muy joven las ideas libertarias. En 1907, junto a Mikhael Guerdjikov, fundó varios periódicos anarquistas, así como una casa editorial, "Acratie".
Influido por la experiencia de Ferrer i Guàrdia y la Escuela Moderna, trató de construir una escuela, pero no pudo materializar su idea a causa de la guerra de los Balcanes, en 1912. Antimilitarista, marchó a Suiza y más tarde a París, donde ejerció como profesor en "La Ruche",  de Sébastien Faure. Con la declaración de guerra en 1914, se trasladó a Italia (donde permaneció retenido un tiempo forzosamente). Con el fin del conflicto, volvió a Bulgaria, donde falleció por enfermedad el 20 de enero de 1923.
- Datos: Q3655564
- Multimedia: Varban Kilifarski / Q3655564